# Sparganothina pollicis
Espèce
Sparganothina pollicis est une espèce de papillons de nuit de la famille des Tortricidae.

## Répartition et habitat
Sparganothina pollicis est décrite du Costa Rica.

## Taxinomie
L'espèce Sparganothina pollicis est décrite par Bernard Landry en 2001.